# Kenneth Frazier

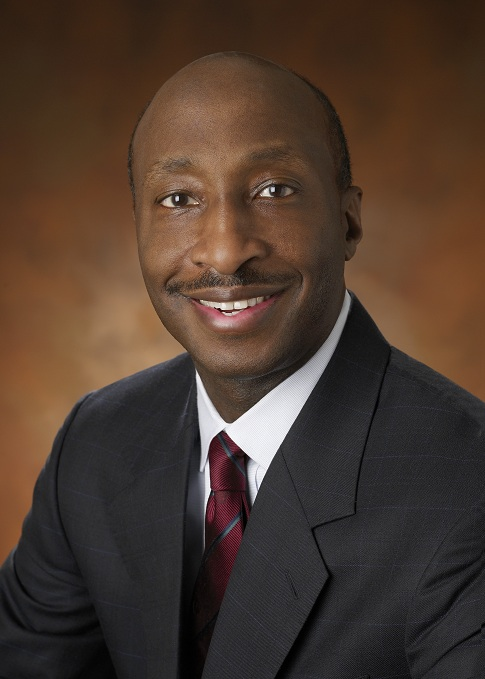
Kenneth C. Frazier

Kenneth Carleton Frazier (sinh ngày 17 tháng 12 năm 1954) là một giám đốc kinh doanh của Mỹ. Ông là chủ tịch và giám đốc điều hành của công ty dược phẩm Merck & Co. (được gọi là MSD bên ngoài Bắc Mỹ). Ông được Tạp chí Time bình chọn là 100 người ảnh hưởng nhất trên thế giới năm 2018.